# Decelo
Nella mitologia greca,  Decelo  era l'eroe di Decelea, famoso per essere un amico dei Dioscuri.

## Il mito
All'epoca in cui i Dioscuri erano alla ricerca della loro sorella Elena, rapita in precedenza da Teseo, entrarono nella città di Decelea. Qui incontrarono Decelo che detestava Teseo, sia per il suo carattere sia per le sue mire espansionistiche che minacciavano la sua città; appena ne ebbe l'occasione, rivelò ai fratelli dove era nascosta la sorella. In seguito alla liberazione fu concessa alla città intera la liberazione da ogni tributo a Sparta.

### Fonti
- Erodoto, Theseo, 31-32

### Moderna
- Luisa Biondetti, Dizionario di mitologia classica, Milano, Baldini&Castoldi, 1997, ISBN 978-88-8089-300-4.
- Pierre Grimal, Enciclopedia della mitologia 2ª edizione, Brescia, Garzanti, 2005, ISBN 88-11-50482-1. Traduzione di Pier Antonio Borgheggiani